# Kateřina Beránková
Kateřina Beránková (* 12. Oktober 1977 in Brünn) ist eine tschechische ehemalige Eiskunstläuferin, die im Einzellauf und im Paarlauf startete.
Seit 1991 war Kateřina Beránková als Einzelläuferin aktiv und nahm zwischen 1994 und 1996 an je zwei Welt- und Europameisterschaften teil. 1997 wechselte sie zum Paarlauf und bildete ein Team mit Otto Dlabola. Zweimal nahmen Beránková/Dlabola bei Olympischen Winterspielen teil (1998 in Nagano und 2002 in Salt Lake City). 2004 beendeten beide ihre Karriere.

## Ergebnisse (Auswahl)
falls nichts anderes angegeben: mit Otto Dlabola
| Wettbewerb / Jahr              | 1993/94 | 1994/95 | 1995/96 | 1996/97 | 1997/98 | 1998/99 | 1999/2000 | 2000/01 | 2001/02 | 2002/03 | 2003/04 |
| ------------------------------ | ------- | ------- | ------- | ------- | ------- | ------- | --------- | ------- | ------- | ------- | ------- |
| Olympische Winterspiele        |         |         |         |         | 15.     |         |           |         | 8.      |         |         |
| Weltmeisterschaften            | 27. 1   | 15. 1   |         |         | 14.     | 12.     | 13.       | 12.     | 11.     | 11.     |         |
| Europameisterschaften          |         | 10. 1   | 14. 1   |         | 8.      | 7.      | 8.        |         | 5.      | 6.      | 5.      |
| Tschechische Meisterschaft     |         |         |         |         |         |         | 1.        |         | 1.      | 1.      | 1.      |
|                                |         |         |         |         |         |         |           |         |         |         |         |
| Grand-Prix-Wettbewerb / Saison | 1993/94 | 1994/95 | 1995/96 | 1996/97 | 1997/98 | 1998/99 | 1999/2000 | 2000/01 | 2001/02 | 2002/03 | 2003/04 |
| Sparkassen Cup                 |         |         |         |         |         |         | 9.        |         | 7.      |         |         |
| Trophée Lalique                |         |         |         |         |         |         |           |         |         |         | 5.      |
| Cup of Russia                  |         |         |         |         |         |         | 6.        |         | 8.      |         | 8.      |
| NHK Trophy                     |         |         |         |         |         |         |           |         |         | 6.      |         |